# Challenger de Karlsruhe 2024
El torneo Tennis Open Karlsruhe 2024 fue un torneo de tenis perteneció al ATP Challenger Tour 2024 en la categoría Challenger 75. Se trató de la 2ª edición; el torneo tuvo lugar en la ciudad de Karlsruhe (Alemania), desde el 1 hasta el 7 de julio de 2024 sobre pistas de tierra batida al aire libre.

## Jugadores participantes del cuadro de individuales
| Preclasificado | País                  | Jugador               | Rank1 | Posición en el torneo |
| 1              | Bandera de Argentina  | Camilo Ugo Carabelli  | 100   | FINAL                 |
| 2              | Bandera de Eslovaquia | Jozef Kovalík         | 114   | CAMPEÓN               |
| 3              | Bandera de Francia    | Pierre-Hugues Herbert | 140   | Primera ronda         |
| 4              | Bandera de Líbano     | Benjamin Hassan       | 156   | Cuartos de final      |
| 5              | Bandera de Kazajistán | Denis Yevseyev        | 163   | Primera ronda         |
| 6              | Bandera de Bolivia    | Hugo Dellien          | 173   | Primera ronda         |
| 7              | Bandera de Hungría    | Zsombor Piros         | 183   | Semifinales           |
| 8              | Bandera de Bélgica    | Joris De Loore        | 191   | Primera ronda         |

- 1 Se ha tomado en cuenta el ranking del 24 de junio de 2024.

### Otros participantes
Los siguientes jugadores recibieron una invitación (wild card), por lo tanto ingresan directamente al cuadro principal (WC):
- Diego Dedura-Palomero
- Justin Engel
- Nicola Kuhn

Los siguientes jugadores ingresan al cuadro principal tras disputar el cuadro clasificatorio (Q):
- Edas Butvilas
- Liam Gavrielides
- Max Hans Rehberg
- Niklas Schell
- Robert Strombachs
- Alexey Zakharov

## Campeones

### Individual Masculino
- Jozef Kovalík derrotó en la final a  Camilo Ugo Carabelli por 6–3, 7–6(2)

### Dobles Masculino
- Jakob Schnaitter /  Mark Wallner derrotaron en la final a  Dan Added /  Grégoire Jacq por 6–4, 6–0